# جيمس آدامز (لاعب كريكت نيوزلندي)
جيمس آدامز (23 نوفمبر 1980 بونشستر في المملكة المتحدة - ) (بالإنجليزية: James Adams)‏ هو لاعب كريكت نيوزلندي. لعب مع نادي مقاطعة هامبشاير للكريكت ‏ وفريق أوكلاند للكريكت ‏.

## وصلات خارجية
- جيمس آدامز على موقع إي آس بي آن كريك إنفو (الإنجليزية)